# Tennis op de Pan-Amerikaanse Spelen 2011
|                                        |  |                                     |
| Irina Falconi, winnares bij de vrouwen |  | Robert Farah, winnaar bij de mannen |

De tenniswedstrijden op de Pan-Amerikaanse Spelen 2011 werden van 17 tot en met 22 oktober 2011 gehouden op de hardcourt-banen van het Complejo Telcel de Tenis in de Mexicaanse stad Guadalajara.
Het toernooi bestond uit vijf delen:
- Tennis op de Pan-Amerikaanse Spelen 2011 (vrouwen)
- Tennis op de Pan-Amerikaanse Spelen 2011 (mannen)
- Tennis op de Pan-Amerikaanse Spelen 2011 (vrouwendubbel)
- Tennis op de Pan-Amerikaanse Spelen 2011 (mannendubbel)
- Tennis op de Pan-Amerikaanse Spelen 2011 (gemengddubbel)

## Medailles
| Onderdeel          | Goud | Goud                                      | Zilver | Zilver                                          | Brons | Brons                                   |
| ------------------ | ---- | ----------------------------------------- | ------ | ----------------------------------------------- | ----- | --------------------------------------- |
| vrouwenenkelspel   | USA  | Irina Falconi                             | PUR    | Mónica Puig                                     | USA   | Christina McHale                        |
| mannenenkelspel    | COL  | Robert Farah Maksoud                      | BRA    | Rogério Dutra da Silva                          | DOM   | Víctor Estrella Burgos                  |
| vrouwendubbelspel  | ARG  | María Irigoyen Florencia Molinero         | USA    | Irina Falconi Christina McHale                  | COL   | Catalina Castaño Mariana Duque Mariño   |
| mannendubbelspel   | COL  | Juan Sebastián Cabal Robert Farah Maksoud | ECU    | Júlio César Campozano Roberto Quiroz            | USA   | Nicholas Monroe Greg Ouelette           |
| gemengd dubbelspel | MEX  | Ana Paula de la Peña Santiago González    | CHI    | Andrea Koch Benvenuto Guillermo Rivera Aránguiz | BRA   | Ana-Clara Duarte Rogério Dutra da Silva |